# Хотлинское
Хо́тлинское (бел. Хо́тлінскае) — озеро в Чашникском районе Витебской области Белоруссии. Относится к бассейну реки Свечанка, протекающей через озеро.

## Описание
Озеро Хотлинское находится в 18 км к юго-востоку от города Чашники. На западном берегу расположена деревня Хотлино.
Площадь поверхности озера составляет 0,23 км². Длина — 1,31 км, наибольшая ширина — 0,32 км. Длина береговой линии — 4,42 км. Наибольшая глубина — 4,9 м, средняя — 2,9 м. Объём воды в озере — 0,67 млн м³. Площадь водосбора — 97 км².
Котловина лощинного типа, вытянутая с севера на юг. Склоны суглинистые и супесчаные, распаханные, на юго-востоке покрытые лесом. Южные и юго-восточные склоны крутые и в высоту достигают 15—20 м, западные пологие и не превышают 4—6 м. Береговая линия извилистая. Берега низкие, песчаные, поросшие водно-болотной растительностью и кустарником. На юге, востоке и северо-западе местами формируются сплавины шириной 4—6 м. С востока примыкает пойма шириной 100—160 м. Дно плоское, покрытое глинистым илом. Мелководье узкое, песчаное.
Озеро эвтрофное. Минерализация воды достигает 380 мг/л, прозрачность — 1,8 м. Через водоём протекает река Свечанка, выше и ниже по течению которой расположены озёра Большое Святое и Маевское соответственно. На юге присутствует узкая короткая протока из озера Белое.
Несмотря на эвтрофность, озеро зарастает слабо. Ширина полосы растительности составляет 90 м, растительность спускается до глубины 2,2 м. В воде обитают лещ, щука, окунь, плотва, краснопёрка, уклейка, линь, карась.